# Stéfano Magnasco
Pour les articles homonymes, voir Magnasco.
Stefano Magnasco, né le 28 septembre 1992 à Santiago, est un footballeur chilien qui joue au poste de latéral droit à l'Universidad Católica au Chili.

## Palmarès
Universidad Católica
- Coupe du Chili (1) :
  - Vainqueur : 2011.

- Championnat du Chili de football(1) :
  - Vainqueur : 2016-C

- Supercoupe du Chili de football(1) :
  - Vainqueur : 2016

- Championnat du Chili de football(2) :
  - Vainqueur : 2016-A

- Championnat du Chili de football(3) :

- Supercoupe du Chili de football(2) :

- Championnat du Chili de football(4) :